# 1. HMNL 2006./07.
1.HMNL 2006./07. je bila šesnaesta sezona najvišeg ranga hrvatskog malonogometnog prvenstva. Sudjelovalo je 12 momčadi, a prvak je postao Gospić.

## Sustav natjecanja
Prvenstvo je odigrano u dva dijela: ligaškom i doigravanju. 

U ligaškom dijelu je sudjelovalo 12 momčadi koje su odigrale dvokružnim sustavom (22 kola). Po završetku lige osam najbolje plasiranih momčadi se plasiralo u doigravanje za prvaka koje se igralo na ispadanje (četvrtzavršnica, poluzavršnica, završnica). Kriterij za prolazak pojedine faze doigravanja je bilo da pobjednička momčad prva ostvari četiri boda. Posljednje četiri plasirane momčadi su također igrale doigravanje za ostanak u ligi.

## Ljestvica prvenstva i rezultati doigravanja

### Ljestvica
| poz. | klub                         | ut. | poz. | rem. | por. | po.g | pr.g | gr   | bod     | 2. dio sezone          |
| ---- | ---------------------------- | --- | ---- | ---- | ---- | ---- | ---- | ---- | ------- | ---------------------- |
| 1.   | Gospić                       | 22  | 17   | 3    | 2    | 105  | 52   | 53   | 54      | doigravanje za prvaka  |
| 2.   | Uspinjača Zagreb             | 22  | 15   | 4    | 3    | 102  | 46   | 56   | 49      | doigravanje za prvaka  |
| 3.   | Brodosplit Inženjering Split | 22  | 14   | 5    | 3    | 85   | 41   | 44   | 47      | doigravanje za prvaka  |
| 4.   | Inero Split                  | 22  | 14   | 2    | 6    | 102  | 76   | 26   | 44      | doigravanje za prvaka  |
| 5.   | Mejaši Split                 | 22  | 11   | 3    | 8    | 76   | 69   | 7    | 36      | doigravanje za prvaka  |
| 6.   | Kijevo Knin                  | 22  | 9    | 2    | 11   | 86   | 83   | 3    | 29      | doigravanje za prvaka  |
| 7.   | Petrinjčica Petrinja         | 22  | 7    | 6    | 9    | 82   | 86   | -4   | 27      | doigravanje za prvaka  |
| 8.   | GOŠK Dubrovnik               | 22  | 7    | 4    | 11   | 82   | 88   | -6   | 25      | doigravanje za prvaka  |
| 9.   | Promet Orkan Zagreb          | 22  | 8    | 3    | 11   | 57   | 64   | -7   | 24 (-3) | doigravanje za ostanak |
| 10.  | Torcida Split                | 22  | 6    | 6    | 10   | 60   | 75   | -15  | 24      | doigravanje za ostanak |
| 11.  | Croatia Perković             | 22  | 5    | 0    | 17   | 64   | 120  | -56  | 15      | doigravanje za ostanak |
| 12.  | Sokoli Samobor               | 22  | 0    | 0    | 22   | 39   | 140  | -101 | 0       | doigravanje za ostanak |

### Doigravanje za prvaka
| faza doigravanja            | 1.klub                       | 2. klub                      | rezultati       |
| --------------------------- | ---------------------------- | ---------------------------- | --------------- |
| četvrtzavršnica             | Gospić                       | GOŠK Mea Culpa Dubrovnik     | 4:1*, 5:2       |
| četvrtzavršnica             | Inero Split                  | Mejaši Innecto Split         | 4:3*, 3:4, 2:5* |
| četvrtzavršnica             | Uspinjača Zagreb             | Petrinjčica Petrinja         | 4:3*, 4:1       |
| četvrtzavršnica             | Brodosplit Inženjering Split | Kijevo Jako Sport Knin       | 5:2*, 3:1       |
| poluzavršnica               | Gospić                       | Mejaši Innecto Split         | 3:2*, 4:1       |
| poluzavršnica               | Uspinjača Zagreb             | Brodosplit Inženjering Split | 4:1*, 3:4, 6:4* |
| za 3. mjesto                | Brodosplit Inženjering Split | Mejaši Innecto Split         | 6:3*            |
| završnica                   | Gospić                       | Uspinjača Zagreb             | 4:3*, 5:2       |
|                             |                              |                              |                 |
| * domaća utakmica za 1.klub |                              |                              |                 |

### Doigravanje (kvalifikacije) za ostanak
| faza doigravanja            | 1.klub                 | 2. klub          | rezultati |
| --------------------------- | ---------------------- | ---------------- | --------- |
| 1. krug                     | Torcida Chigra Split   | Croatia Perković | 3:0*, 6:6 |
| 1. krug                     | Orkan Profectus Zagreb | Sokoli Samobor   | 3:2, 7:2  |
| 2. krug                     | Sokoli Samobor         | Croatia Perković | 0:3*      |
| 3. krug                     | Vrgorac Pivac          | Croatia Perković | 8:1*, 5:9 |
|                             |                        |                  |           |
| * domaća utakmica za 1.klub |                        |                  |           |